# Solna kommunvapen

Solna vapen framställs ibland med en bildad sol, det vill säga att man ger solen ansiktsdrag, men här återges solen utan detta. Båda sätten att framställa vapnet är ur heraldisk synvinkel lika korrekt, eftersom blasoneringen varken preciserar det ena eller det andra.

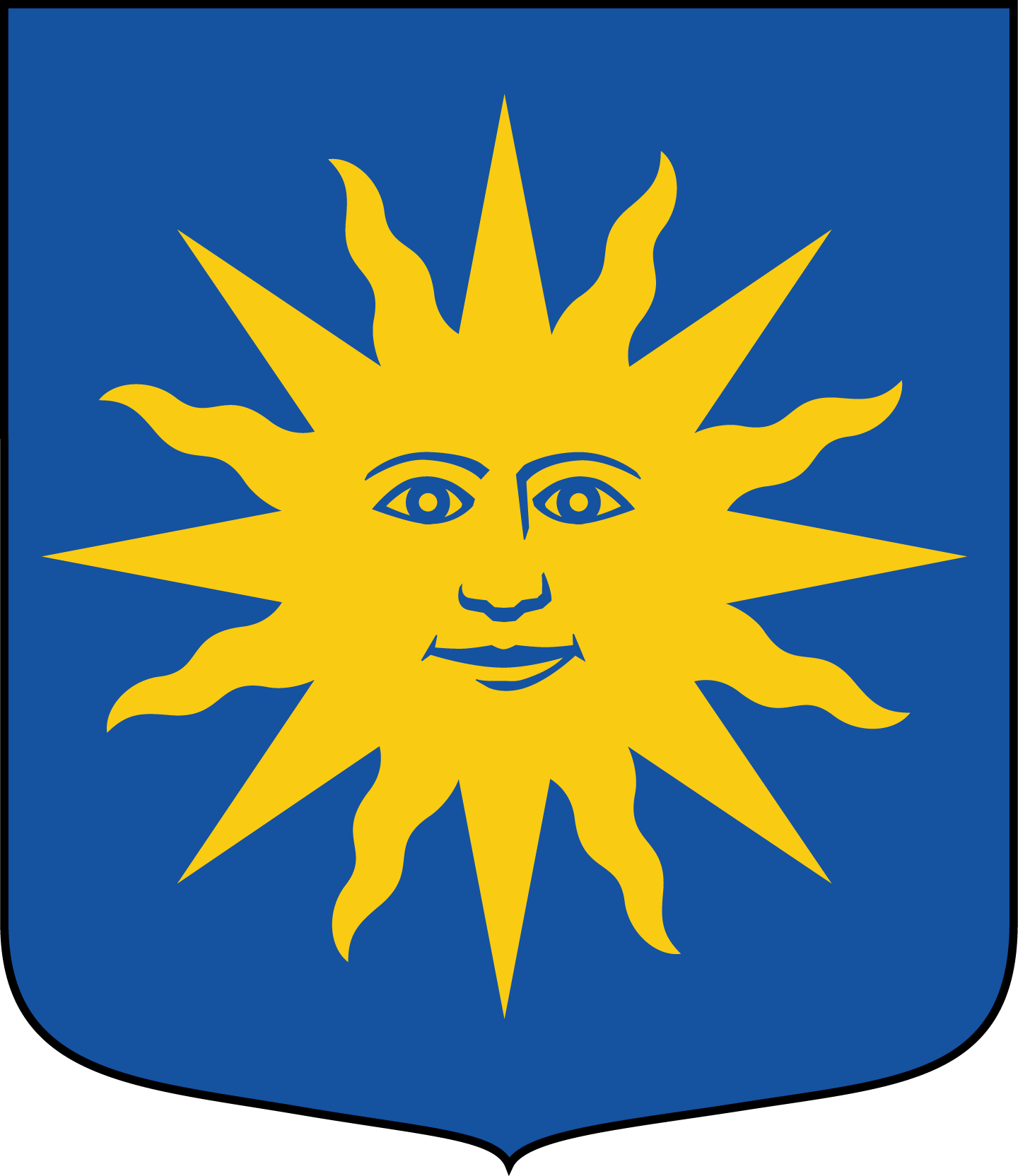
Den andra varianten med en sol med ansiktsdrag.

Solna kommunvapen fastställdes från början för den dåvarande staden Solna. På 1930-talet började man använda solen som en symbol för Solna landskommun. De centrala delarna av socknen utgjorde tidigare en ö och Solnö tolkades som "den solbelysta ön". Vapenbilden syftar alltså på ortnamnet.
Vapnet fastställdes av Kungl. Maj:t för Solna landskommun 1940. Det registrerades för Solna kommun hos Patent- och registreringsverket 1974, efter ändringar i reglerna för svenska kommunvapens juridiska skydd.

## Blasonering
Blasonering: I blått fält en sol av guld.